# Région ecclésiastique de Campanie

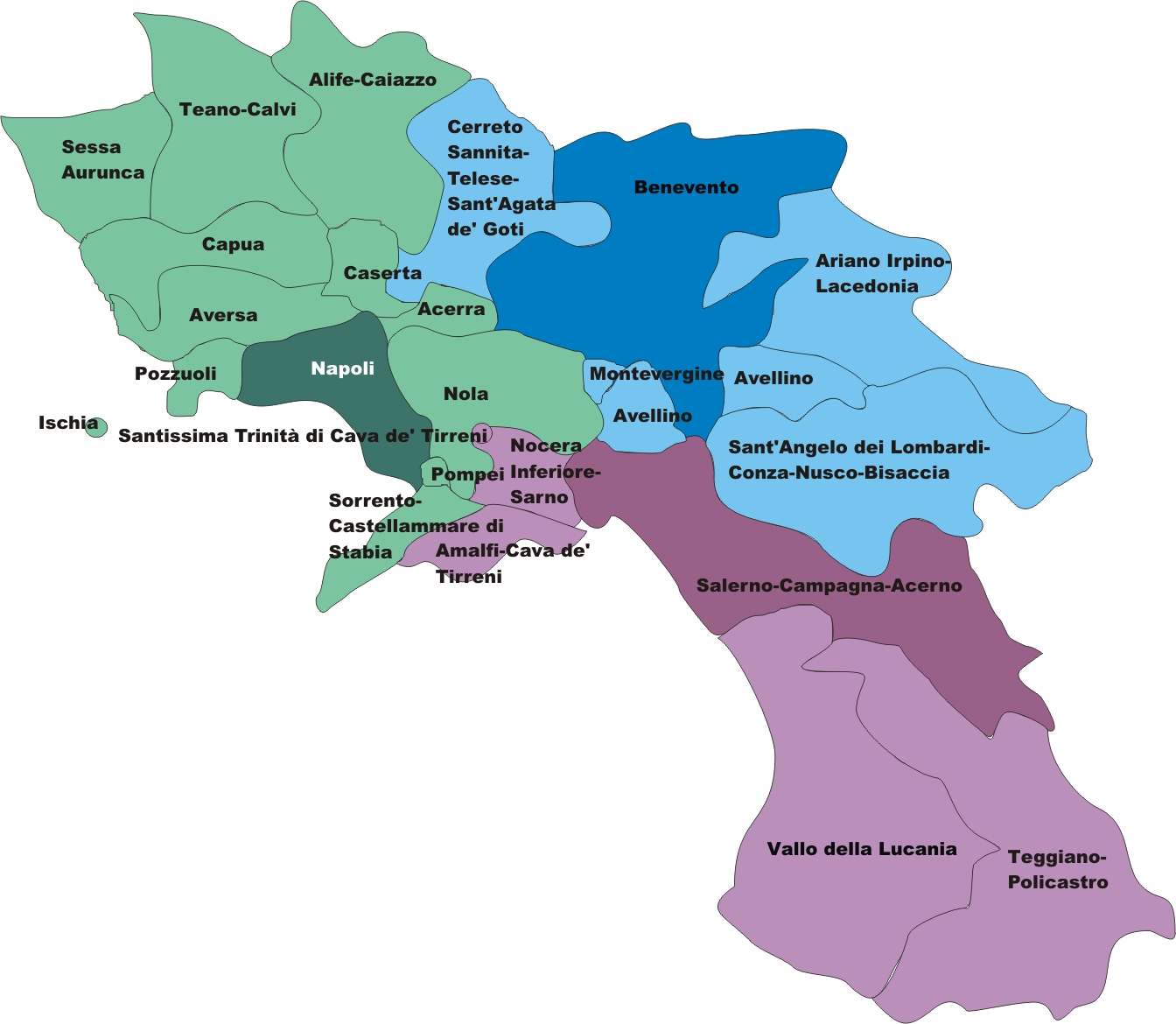
Carte de la région ecclésiastique de Campanie.

La région ecclésiastique de Campanie (en italien : Regione ecclesiastica Campania) est l'une des seize régions ecclésiastiques que compte l'Église catholique romaine en Italie.
Cette circonscription d'une superficie de 13 824 km² couvre la totalité de la région administrative de la Campanie et ses 6 071 794 habitants répartis sur 1 831 paroisses. En 2025, elle compte 2 136 religieux séculiers, 815 religieux réguliers et 746 diacres permanents.

## Archidiocèses, diocèses et abbayes de la région
La région compte 7 archidiocèses, 15 diocèses et 2 abbayes territoriales et une prélature territoriale :
- Archidiocèse de Bénévent
  - Archidiocèse de Sant'Angelo dei Lombardi-Conza-Nusco-Bisaccia
  - Diocèse d'Ariano Irpino-Lacedonia
  - Diocèse d'Avellino
  - Diocèse de Cerreto Sannita-Telese-Sant'Agata de' Goti
  - Abbaye territoriale de Montevergine

- Archidiocèse de Naples
  - Archidiocèse de Capoue
  - Archidiocèse de Sorrente-Castellammare di Stabia
  - Diocèse d'Acerra
  - Diocèse d'Alife-Caiazzo
  - Diocèse d'Aversa
  - Diocèse de Caserte
  - Diocèse d'Ischia
  - Diocèse de Nole
  - Diocèse de Pouzzoles
  - Diocèse de Sessa Aurunca
  - Diocèse de Teano-Calvi
  - Prélature territoriale de Pompéi

- Archidiocèse de Salerne-Campagna-Acerno
  - Archidiocèse d'Amalfi-Cava de' Tirreni
  - Diocèse de Nocera Inferiore-Sarno
  - Diocèse de Teggiano-Policastro
  - Diocèse de Vallo della Lucania
  - Abbaye territoriale de la Sainte Trinité de Cava

### Articles liés
- Église catholique en Italie
- Liste des diocèses et archidiocèses d'Italie